# Борщовка (Городокский район)
Борщо́вка (укр. Борщівка) — село в Городокском районе Хмельницкой области Украины.
Население по переписи 2001 года составляло 713 человек. Почтовый индекс — 32040. Телефонный код — 3251. Занимает площадь 0,274 км². Код КОАТУУ — 6821287102.

## Местный совет
32041, Хмельницкая обл., Городокский р-н, с. Радковица